# Donald Muylle
Pour les articles homonymes, voir Muylle.
 (mars 2021).
Donald Muylle, né en 1952, est un fabricant de meubles belge et directeur du fabricant de cuisines belge Cuisines Dovy. 
Il a acquis une grande renommée grâce aux publicités de son entreprise, dans laquelle il joue lui-même le rôle principal.

## Biographie
Avant de commencer comme fabricant de meubles, Muylle était chauffeur de bus.

## Publicités populaires
Selon ses propres mots, Muylle était ennuyé par les concurrents qui louent leurs cuisines de qualité inférieure. Il a pensé qu'il devrait dire aux gens lui-même à quel point les cuisines Dovy sont de grande qualité. Dans ces films, il parle avec un fort accent flamand de l'Ouest et fait l'éloge de ses cuisines, avec la phrase d'intro « Je suis Donald Muylle, depuis trente ans je fais des cuisines comme si elles étaient pour moi ». Les publicités en question ont été parodiées à plusieurs reprises,, entre autres pour le compte de l'Unicef. Geert Hoste a parodié les publicités lors de sa conférence de fin d'année en 2012. Philippe Geubels a également parodié les publicités dans son émission télévisée Geubels en de Belggen. Geubels, par exemple, se moquait de ne pas pouvoir « accéder aux placards » si Dovy faisait la cuisine comme il le ferait pour lui.
En raison des messages courts mais clairs qu'il apporte, Muylle a été autorisé à former les chefs des zones de police en Flandre occidentale en 2013,.

## Controverse
En réponse aux publicités dans lesquelles Muylle déclare que le stratifié est de meilleure qualité que les autres matériaux couramment utilisés dans la construction de cuisines, Denis Thijs de Princess Kitchens s'est ouvertement plaint des comparaisons « injustes, trompeuses et inutilement négatives » de Muylle. Thijs a appelé le « bord noir caractéristique », sur lequel Muylle attire l'attention dans ses publicités, une faiblesse du stratifié. Le problème a conduit la fédération professionnelle Fedustria Cuisines Dovy à demander la suppression des comparaisons négatives dans les publicités. Cuisines Dovy a alors menacé de procédure sommaire en réponse au slogan de Princess Kitchens : « Non, non ... nous fabriquons vos cuisines », ce qui serait une allusion au slogan de Dovy,,.